# Тропік Рака

Мапа світу із зображеним на ній тропіком Рака

Тро́пік Ра́ка, або півні́чний тропік (також зворотник Рака) — одна з п'яти важливих паралелей, які позначають на мапах Світу. Найпівнічніша широта, на якій Сонце може перебувати в зеніті. Це відбувається в полудень літнього сонцестояння.

## Розташування
На сьогодні тропік Рака лежить на 23° 26′ 15″ на північ від екватора. Північніше цієї широти розташовані субтропіки та північний помірний пояс. Розташування зворотника Рака дещо змінюється з часом. Основною причиною є нутація осі обертання земної кулі.
Паралель з відповідною широтою, що розташована у південній півкулі, називають зворотником Козорога, а широти між цими двома паралелями відомі як тропіки.
Тропік Рака отримав назву від сузір'я Рака, у якому перебувало Сонце в день літнього сонцестояння близько двох тисяч років тому. Через прецесію розташування точки літнього сонцестояння поступово змінюється й нині вона перебуває в Близнюках. Проте назва тропіку збереглася. Саме слово «тропік» походить від грец. τροπικός, що означає «повертати». Справа в тому, що протягом весни у північній півкулі Сонце щодня піднімається над горизонтом все вище й вище, а потім цей підйом сповільнюється і після сонцестояння Сонце ніби «повертає назад».

## Географія

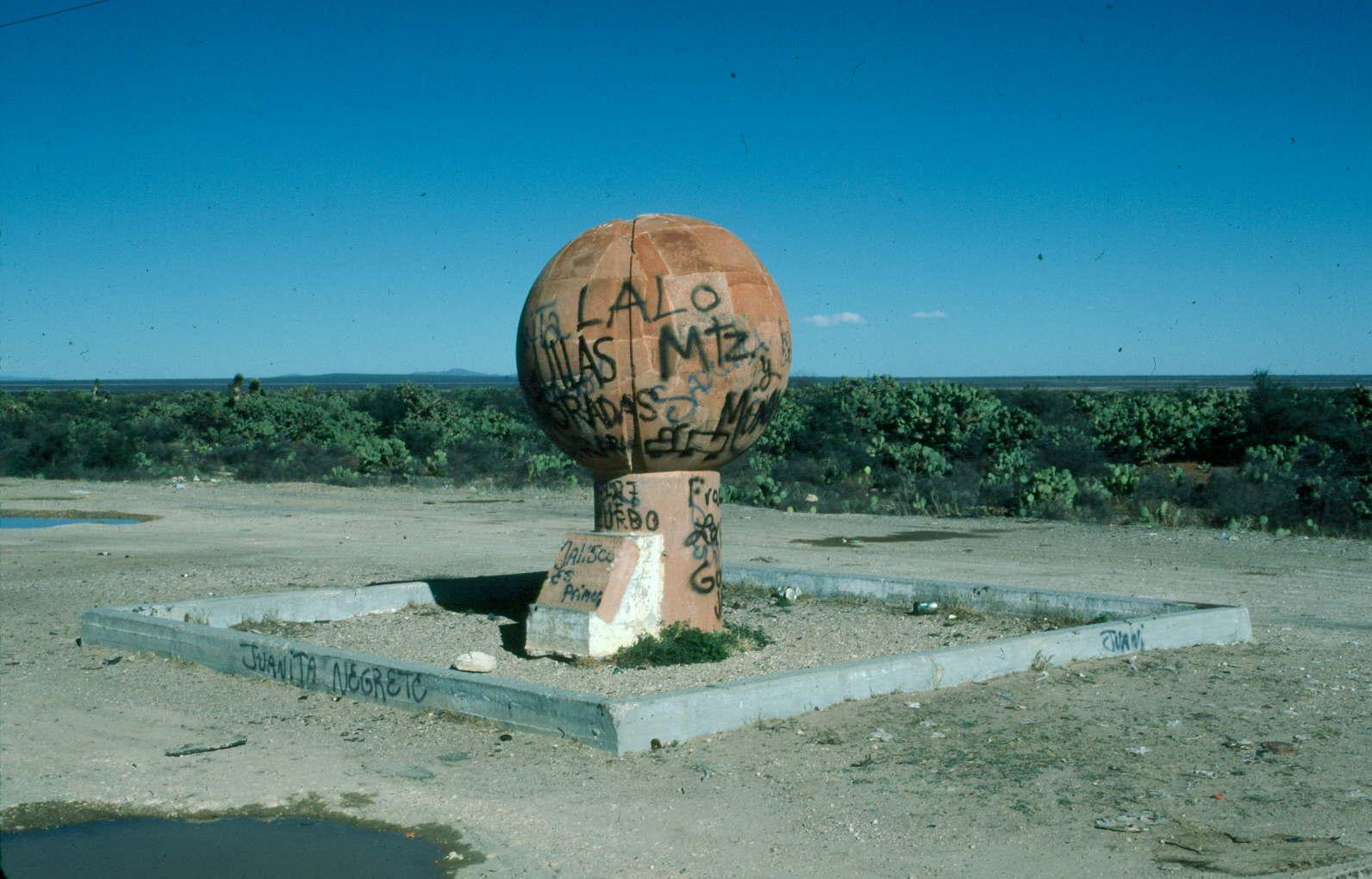
Спаплюжений монумент, котрий позначає тропік Рака, і розташований на північний схід від, штат Сакатекас, Мексика.

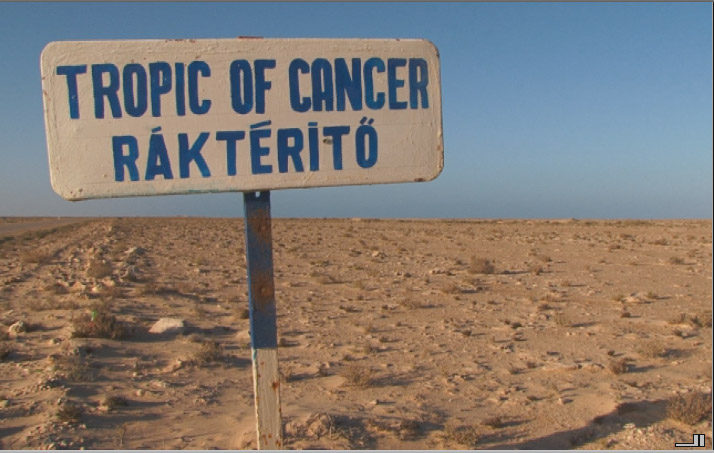
Дорожній знак на південь від Дахли в Західній Сахарі (на яку претендує Марокко), котрий позначає тропік Рака.

Починаючи від Гринвіцького меридіану та рухаючись на схід, тропік Рака проходить через:
| Країна, територія або море | Примітки                                                    |
| -------------------------- | ----------------------------------------------------------- |
| Алжир                      |                                                             |
| Нігер                      |                                                             |
| Лівія                      | Тропік доторкається найпівнічнішої точки Чаду               |
| Єгипет                     |                                                             |
| Червоне море               |                                                             |
| Саудівська Аравія          |                                                             |
| ОАЕ                        | Емірат Абу-Дабі                                             |
| Оман                       |                                                             |
| Індійський океан           | Аравійське море                                             |
| Індія                      |                                                             |
| Бангладеш                  |                                                             |
| Індія                      |                                                             |
| Бангладеш                  |                                                             |
| Індія                      |                                                             |
| М'янма (Бірма)             |                                                             |
| КНР                        |                                                             |
| Тайванська протока         |                                                             |
| Тайвань                    | Тайвань                                                     |
| Тихий океан                |                                                             |
| США                        | Гаваї — Тропік проходить морем, між островами Ніхоа й Некер |
| Мексика                    | Півострів Каліфорнія                                        |
| Каліфорнійська затока      |                                                             |
| Мексика                    |                                                             |
| Мексиканська затока        |                                                             |
| Флоридська протока         |                                                             |
| Багамські Острови          | Острови Ексума та Лонг-Айленд(інші мови)                    |
| Атлантичний океан          |                                                             |
| Західна Сахара             | На цю територію претендує Марокко                           |
| Мавританія                 |                                                             |
| Малі                       |                                                             |
| Алжир                      |                                                             |

## Навколосвітня подорож
Згідно з правилами Міжнародної федерації повітроплавання, для того, щоб здійснити навколосвітній політ та встановити рекорд швидкості, такий політ має покрити відстань не менше довжини зворотника Рака, а також перетнути всі меридіани та закінчитись на тому ж аеродромі, з якого він почався. Ця відстань становить 36 787,559 кілометрів.
Для звичайної навколосвітньої подорожі правила дещо послаблені, і відстань округлено до величини 37 тисяч кілометрів.